# Gōsoku-ryū
Gōsoku-ryū (jap. 剛速流 gōsoku-ryū) − szkoła karate powstała z połączenia stylów: shōrin (shōrin-ryū) i shōrei (shōrei-ryū). 
Twórcą stylu jest sōke Takayuki Kubota. Gōsoku-ryū jest zestawieniem dwóch cech: siły i szybkości, czego dowodem jest sama interpretacja nazwy: 
- „gō” (剛) − siła, twardość, nieustępliwość;
- „soku” (速) − szybkość;
- „ryū” (流) − styl, sposób, metoda, szkoła.

Styl ten oprócz tradycyjnych technik, zaczerpniętych ze stylu shōtōkan, zawiera techniki będące nowoczesnymi metodami samoobrony. Nauka gōsoku-ryū obejmuje zapoznanie się z podstawowymi technikami tradycyjnych szkół karate, elementami samoobrony, kobudō. Po zapoznaniu adepta z tymi elementami przechodzi się do nauczania technik gōsoku-ryū. Dla tego stylu charakterystyczne są nieco krótsze postawy, niż w stylach tradycyjnych, oraz wykorzystywanie podcięć i obaleń.
Celem stworzenia stylu gōsoku było dostosowanie go szczególnie do wymagań kobiet i osób młodych, to jest łatwej możliwości zastosowania jego technik w praktyce. Zawsze jednak z zachowaniem starej zasady karateków całego świata rozgłaszanej przez mistrza Funakoshiego − „Karate-ni sente nashi” („Karate nie jest sztuką agresji”). 
Kata, które powstały w ramach stylu gōsoku to: kihon-ichi-no kata, kihon-ni-no kata, kihon-san-no kata, kihon-yon-no kata, uke-no kata, ni-no kata, gōsoku, jū-hachi-no tachi-kata, jū-no michi, gōsoku-yodan, gōsoku-godan, denko-getsu, rikyū, go-no kata, tamashi, riden, kime-no kata, ryu-no kata, sonota no kata oraz anso-no kata.
Styl gōsoku-ryū wprowadził do Polski Tomasz Piotrkowicz w 1992 roku. Od 2012 oficjalnymi reprezentantami „Gōsoku-ryū” w Polsce zostali Shihan Jacek Chałupka i Shihan Krzysztof Chałupka, posiadacze stopnia 5 dan Gosoku-Ryu. W Polsce styl reprezentowany jest przez International Karate Association Poland (IKA Poland), będący częścią International Karate Association przez założyciela stylu Gosoku-Ryu, a zarazem Prezydenta IKA Soke Takayuki Kubota.